# Magnolia crassipes
Magnolia crassipes är en magnoliaväxtart som först beskrevs av Yuh Wu Law, och fick sitt nu gällande namn av Venkatachalam Sampath Kumar. Magnolia crassipes ingår i släktet Magnolia och familjen magnoliaväxter. Inga underarter finns listade i Catalogue of Life.